# Rhyncomya io
Rhyncomya io är en tvåvingeart som beskrevs av Peris 1951. Rhyncomya io ingår i släktet Rhyncomya och familjen Rhiniidae.
Artens utbredningsområde är Kenya. Inga underarter finns listade i Catalogue of Life.